# Roads to Judah
Roads to Judah è il primo album in studio del gruppo blackgaze statunitense Deafheaven, pubblicato il 26 aprile 2011 dall'etichetta Deathwish Inc. L'album è stato registrato in quattro giorni a cavallo tra dicembre 2010 e gennaio 2011.

## Tracce
Testi e musiche di Deafheaven.
1. Violet – 12:19
2. Language Games – 6:46
3. Unrequited – 9:31
4. Tunnel of Trees – 9:45

## Formazione
Deafheaven
- Nick Bassett – chitarra
- George Clarke – voce
- Trevor Deschryver – batteria
- Kerry McCoy – chitarra
- Derek Prine – basso

Altro personale
- Jack Shirley – produzione, mixaggio, mastering
- Reuben Sawyer – copertina, grafica del booklet
- Nick Steinhardt – design